# دارين باكستر
دارين باكستر (بالإنجليزية: Darren Baxter)‏ (26 أكتوبر 1981 ببرايتون في المملكة المتحدة - ) هو لاعب كرة قدم بريطاني في مركز الدفاع. لعب مع نادي توركي يونايتد وهارت أوف ميدلوثيان وToronto Lynx ‏ وسانت ألبانز سيتي ونادي وورثينغ وBrampton City United FC ‏.

## وصلات خارجية
- دارين باكستر على موقع قاعدة بيانات كرة القدم.إي يو (الإنجليزية)